# OBI
OBI (ОБИ, от произношения фр. hobby) — международная торговая сеть магазинов строительных и хозяйственных товаров, принадлежащая немецкой компании OBI GmbH & Co. Deutschland KG. Штаб-квартира сети находится в городе Вермельскирхене (земля Северный Рейн-Вестфалия).

## История
Основатель сети — Доктор Эмиль Люкс и Манфред Маус. Первый магазин сети открылся в 1970 году в Гамбурге. Название (полученное от французской транскрипции и произношения слова «Hobby») и логотип компании были выкуплены немцем-основателем OBI у французских коммерсантов за три тысячи франков.

## Собственники и руководство
OBI GmbH & Co. Deutschland KG входит в состав холдинга Obi Group Holding GmbH Wermelskirchen, который в свою очередь на 100 % принадлежит холдингу Olympics Baumarkt Holding GmbH Wermelskirchen. Последний принадлежит группе компаний Tengelmann (74,23 %) и Lueg-Gruppe.

## Деятельность
Сеть магазинов по продаже товаров для дома и строительства OBI (формат DIY — «сделай сам») состоит из более 650 магазинов в 13 странах, часть из которых работает по франчайзингу. Во Франции торговые предприятия под данным наименованием с 2003 года принадлежат сети Leroy Merlin. Сеть также работает по франчайзингу в Боснии и Герцеговине (три магазина).
46 % оборота компании (2011 г) приносят зарубежные филиалы.
Число занятых (2013 г) — 42 тысячи человек. Оборот компании в 2013 году составил 6,7 млрд евро.

## OBI в мире

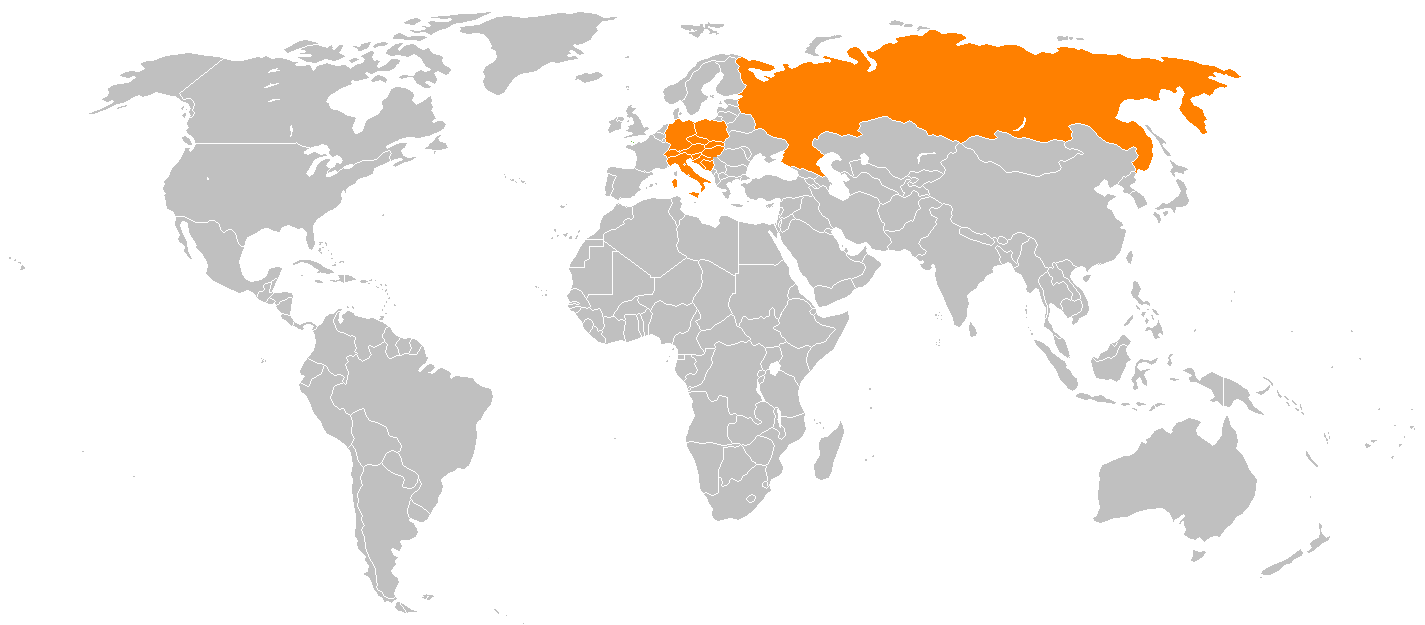
Карта со странами, в которых присутствует сеть гипермаркетов OBI

Всего работает более 570 магазинов OBI в 11 странах мира, в том числе в Германии (с 1970 года, более 330 магазинов), в Италии (с 1991 года), в Венгрии (с 1994 года), в Австрии (с 1995 года), в Хорватии (с 2007 года), в Словении (с 1998 года), в Швейцарии (с 1999 года), в России (с 2003 года), в Чехии (с 1995 года), в Польше (с 1997 года), Украине, Словакии и Румынии (с 2008 года), в Казахстане (с 2018 года). Сеть OBI не раз покидала страны присутствия, в частности, в разное время были закрыты магазины в Китае и Молдове (с 2014 года), а также в России (в 2022 году).

### В России
Первые магазины OBI открылись в России 20 ноября 2003 года в торговых комплексах Мега в Москве. На сегодняшний день[когда?]

 в России функционирует 25 магазинов сети: 8 — в Москве и Московской области, 5 — в Санкт-Петербурге, по два — в Екатеринбурге и Нижнем Новгороде, по одному — в Волгограде, Брянске, Казани, Краснодаре, Рязани, Саратове и Туле. Большинство магазинов сети имеют круглосуточный режим работы.
Сеть магазинов OBI в России делала попытку работать по франчайзингу, именно таким способом был открыт магазин в Казани. Однако впоследствии OBI выкупила долю партнёра в данном гипермаркете. Сейчас OBI открывает в России только собственные магазины.
OBI в Омске является крупнейшим магазином OBI в мире. Также магазину в Омске принадлежит рекорд скорости возведения (менее года) среди магазинов OBI.
8 марта 2022 года появились сообщения о том, что компания намеревается закрыть 27 гипермаркетов в России и уйти с российского рынка. В сообщениях говорится, что компания «глубоко обеспокоена трагическим развитием и последствиями» событий на Украине: «Это уже оказало огромное влияние на жизнь бесчисленного числа людей и привело к непредсказуемым последствиям для нашей деловой деятельности».
В конце июля 2022 российский бизнесмен Йозеф Лиокумович купил российский филиал компании OBI за 600 рублей. В сентябре стало известно о разработке нового названия для сети гипермаркетов в России.
С 15 октября владельцем пяти предприятий, из которых в основном состоял российский бизнес немецкой OBI, стало ООО «Лесоперерабатывающий комбинат Бокситогорский», зарегистрированное с уставным капиталом 10 000 рублей в марте 2022 года.
9 декабря 2022 года в Химках один из первых магазинов сети сильно пострадал от пожара, фактически был уничтожен.
30 декабря 2022 года пять юридических лиц, составляющих российскую часть OBI, были проданы новым владельцам: 90% — компании «Модуль 2», ещё 10% — чеченскому бизнесмену Валиду Корчагину.
В апреле 2023 года основные юридические лица, связанные с OBI в России, перешли к АО «Аллонж», возглавляемому Марьяной Гилясовой. 
С 22 апреля 2025 года у сети гипермаркетов товаров для дома и ремонта Obi появился новый совладелец. ООО «Гермес» принадлежит по 24,99% долей в двух из пяти юрлиц компании — ООО «Оби ФЦ» (основное юрлицо) и в ООО «Сделай своими руками Северо-Запад». Теперь в «Оби ФЦ» и «Сделай своими руками Северо-Запад» у «Аллонж» осталось по 75,01% долей.
Структуры, связанные с «Севергрупп» Алексея Мордашова, купили долю в сети строительных гипермаркетов Obi у группы «Синдика».

## Логотип
- С 1970 года и по настоящее время логотип представляет собой слово «OBI», выполненное оранжевыми буквами с чёрным контуром и жирным шрифтом.